# Kalcium-dinátrium-(etilén-diamin)-tetraacetát
A kalcium-dinátrium-(etilén-diamin)-tetraacetát az etilén-diamin-tetraecetsavnak (EDTA) kalciummal és nátriummal alkotott sója.
Élelmiszerekben antioxidánsként és pH-stabilizátorként alkalmazzák E385 néven. 
Nehézfém-mérgezést követően eltávolítja a szervezetből a káros fémeket. 
Napi maximális beviteli mennyiség 2,5 mg/testsúlykg. Ilyen koncentrációban nincs mellékhatása, de hosszú távon, nagy dózisban alkalmazva a szervezetből vasat von ki.